# Хамасасп IV Маміконян
Хамасасп (Амазасп) IV Маміконян (вірм. Համազասպ Դ Մամիկոնյան; д/н —662) — 3-й гахерец ішхан (головуючий князь) Вірменії в 655—662 роках.

## Життєпис
Ймовірно, правнук Мушела II, марзпана Вірменії і онук Ваана II на прізвисько Вовк. Старший син нахарара Давида Маміконяна. 655 року після Мушела IV призначається новим головуючим князем. Але 657 року перейшов на бік Візантії, отримавши титул куропалата. У відповідь низку вірменських нахарарів, які були заручниками в Дамаску, стратили.
Домігся повернення на кафедру каталикоса Нерсеса. Помер Хамасасп IV Маміконян 661 року. Перед тим знову визнавши зверхність Дамаського халіфату. Новим гахерец ішханом став його брат Григор I Маміконян.

## Родина
Дружина — донька Теодора Рштуні, гахерец ішхана Вірменії.
Діти:
- Мушел V (д/н—бл. 709), спарапет
- Грахат
- Артавазд, родоночальник візантійських Маміконянів